# デイヴィッドソン郡 (テネシー州)

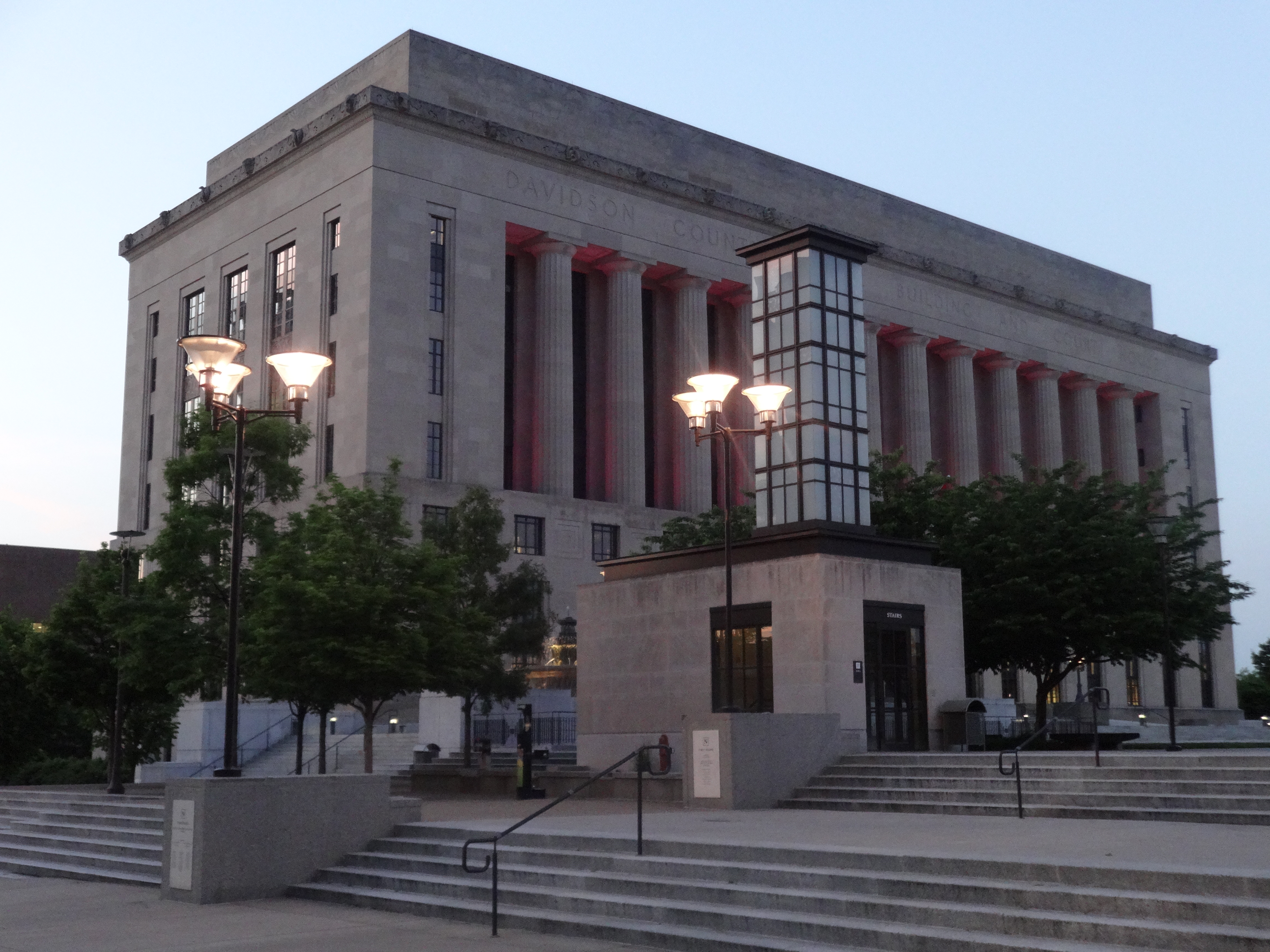
郡裁判所

デイヴィッドソン郡（Davidson County）は、アメリカ合衆国テネシー州の郡である。人口は71万5884人（2020年）。郡庁所在地は州都ナッシュビルである。
1963年、ナッシュビル市とデイヴィッドソン郡は合併し、郡政は『ナッシュビル市デイヴィッドソン郡大都市圏行政府』あるいは略して『メトロ・ナッシュビル』と呼ばれる。
マーフリーズボロ、フランクリンなどのナッシュビル都市圏地域の13郡のうち、最も人口が多い。ナッシュビルは昔からこの地域において商業、産業、運輸、文化の中心地であるが、1827年までテネシー州の州都となっておらず、さらに1843年まで恒久的な州都の地位を築けなかった。

## 歴史
デイヴィッドソン郡は中部テネシーで最古の郡である。1783年、ノースカロライナ州の州議会は郡を創立し、1781年2月1日にコーンウォリス将軍率いるイギリス軍に相対しカタウバ川で亡くなったウィリアム・リー・デイヴィッドソン将軍に因み名付けた。郡庁所在地であるナッシュビルは中部テネシーで白人入植者が恒久的に住むようになった最古の地であり、1779年から1780年にかかる冬期にジェームズ・ロバートソンとジョン・ドネルソンによりナッシュビル市が創立された。最初の白人入植者は自分たちの土地を保護する目的で基本的な法律であるカンバーランド協定を制定した。1780年代初頭の入植者の多くはネイティブ・アメリカンの反感を受けた。考古学上、ネイティブ・アメリカンにとって何世紀にも亘って郡の資源が興味深いものであったとされる。実際は最初の白人入植者達はネイティヴ・アメリカンと交易し、豊富な獲物を狩るため現在のナッシュビルにあったフレンチ・リックと呼ばれる塩塊に来た、後に植民地を探索する探検家となる毛皮商人であった。
1765年、猟師のティモシー・ド・モン・ブランとその妻はカンバーランド川の南岸の、現在ナッシュビルのダウンタウンの近くとなるデモンブランズ・ケイヴと呼ばれる小さな洞窟に住んでいた。この夫婦により中部テネシー最初の白人乳児が誕生した。

## 地理

テネシー州内の位置

アメリカ合衆国国勢調査局によると郡の面積は526平方マイル (1,362.3 km2)で、そのうち502平方マイル (1,300.2 km2)は土地で24平方マイル (62.2 km2) (4.53%)は水域である。
郡の中央部を東から西にカンバーランド川が流れ、アメリカ陸軍工兵司令部により操業されるオールド・ヒッコリー・ダムとJ・パーシー・プリースト・ダムがある。主な支流はホワイト・クリーク、マンスカーズ・クリーク、ストーンズ川、ミル・クリーク、ハーパス川である。

### 隣接する郡
- ロバートソン郡 (北側)
- サムナー郡 (北東)
- ウィルソン郡 (東側)
- ラザフォード郡 (南東)
- ウィリアムソン郡 (南側)
- チーザム郡 (西側)

### 国定保護区
- ナッチェス・トレイス・パークウェイ (一部)

### 主な幹線道路
- 州間高速道路24号線
- 州間高速道路40号線
- 州間高速道路65号線
- 州間高速道路440号線

## 人口動態
2000年の国勢調査によると、人口569,891 名、237,405世帯、138,169家族が居住している。人口密度は438/km2 (1,135/mi2)。194/km2 (504/mi2)の平均的な密度に252,977軒の住宅が建っている。この都市の人種的な構成は白人66.99%、黒人またはアフリカン・アメリカン25.92%、ネイティヴ・アメリカン0.29%、アジア系2.33%、太平洋諸島系0.07%、その他の人種2.42%、混血1.97%、ヒスパニックまたはラテン系4.58%。
2005年の人種的な構成は、ヒスパニックでない白人61.7%、アフリカンアメリカン27.5%、ラテン系6.6%、アジア系2.8%。
2000年現在、237,405世帯のうち26.70%が18歳未満の子供と一緒に生活しており、39.90%が夫婦で生活している。14.30%がは未婚の女性が世帯主であり、41.80%は結婚していない。全世帯の33.40%は1人以上の独身の居住者が住んでおり、8.20%は65歳以上で独身である。1世帯の平均人数は2.30人であり、結婚している家庭の場合は2.96人である。
人口の22.20%が18歳未満で、11.60%が18歳から24歳、34.00%が25歳から44歳、21.10%が45歳から64歳、11.10%が65歳以上である。平均年齢は34歳である。女性100人に対し、93.80人が男性である。18歳以上の女性100人に対し、90.80人が18歳以上の男性である。
この郡の世帯ごとの平均的な収入は39,797USドルであり、家族ごとの平均的な収入は49,317USドルである。男性は33,844USドルに対して女性は27,770USドルの平均的な収入がある。この都市の一人当たりの収入(per capita income) は23,069USドルである。人口の13.00%及び家族の10.00%は貧困線以下である。全人口のうち18歳未満の19.10%及び65歳以上の10.50%は貧困線以下の生活を送っている。

## 自治体
デイヴィッドソン郡は合併後のナッシュビル・デイヴィッドソン都市圏政府に包括されている。しかしながら合併前からの独立地方自治体がいくつかある。
- ベル・ミード
- ベリー・ヒル
- フォレスト・ヒルズ
- グッドレッツヴィル (一部はサムナー郡に属する)
- オーク・ヒル
- リッジトップ (一部はロバートソン郡に属する)

アメリカ国勢調査局によると、デイヴィッドソン郡が包括する独立都市の境界部分をナッシュビル・デイヴィッドソン・バランスと呼ぶ。
また、公式な独立地方自治体ではないが、いくつかの市政機関を包括している。
- アンティオーク
- ベルヴュー
- ベルシア
- ボーデュー
- ドネルソン
- ハーミテイジ
- レイクウッド (2011年3月15日、住民投票によりメトロ・ナッシュビルに合併された)
- イングルウッド
- ジョエルトン
- マディソン
- オールド・ヒッコリー
- パスクォ
- ホワイツ・クリーク

## 政治
- アメリカ上院議員: ラマー・アレキサンダー (共和党)、ボブ・コーカー (共和党)
- アメリカ下院議員: ジム・クーパー (民主党 - 5区、郡の大部分を占める)、マーシャ・ブラックバーン (共和党 - 7区、郡南部)

## 参照
- テネシー州デイヴィッドソン郡のアメリカ合衆国国家歴史登録財一覧